# Машковце
Машковце (словац. Maškovce) — село и одноимённая община в районе Гуменне Прешовского края Словакии. В письменных источниках начинает упоминаться с 1574 года.

## География
Село расположено в юго-восточной части края, к востоку от реки Лаборец, при автодороге 3842. Абсолютная высота — 225 метров над уровнем моря. Площадь муниципалитета составляет 6,99 км².

## Население
| Год:                | 1994 | 2004     | 2014    | 2024    |
| ------------------- | ---- | -------- | ------- | ------- |
| Количество человек: | 53   | 60       | 56      | 58      |
| Разница:            |      | +13,20 % | −6,66 % | +3,57 % |

По данным последней официальной переписи 2011 года, численность населения Машковце составляла 52 человека.

## Достопримечательности
- Грекокатолическая церковь Петра и Павла в стиле барокко, 1768 год